# Guamal (Meta)
Guamal è un comune della Colombia facente parte del dipartimento di Meta.
Il centro abitato venne fondato da Alejandro Caicedo, Hermanos Calderón, Jesús Jiménez, Clemente Olmos, Moisés Zúñiga e altri nel 1956, mentre l'istituzione del comune è del 19 novembre 1957.